# Lingasong Records
Lingasong Records var et pladeselskab med kort levetid (blev grundlagt i 1977 og ophørte samme år), og var en division af CBS Records. Det eneste album som blev udgivet hos dette selskab var The Beatles' koncertalbum Live! at the Star-Club in Hamburg, Germany; 1962.